# Vrtače
Vrtače este o localitate din comuna Trebnje, Slovenia, cu o populație de 23 de locuitori.